# Jeremy Kemp
Jeremy Kemp (* 3. Januar 1935 in Chesterfield, Derbyshire, England; † 19. Juli 2019), eigentlich Edmund Walker, war ein britischer Schauspieler.

## Leben
Kemp studierte Schauspiel an der Central School of Speech and Drama, wo Judi Dench eine seiner Klassenkameradinnen war. Er machte sein Filmdebüt 1956 mit einer kleinen Nebenrolle in Panzerschiff Graf Spee, in den folgenden Jahren hatte er kleinere Fernsehrollen und hatte Engagements beim Radio und beim Theater, hier etwa am Old Vic Theatre. Erstmals größere Bekanntheit erzielte er mit der Rolle des Police Constable Bob Steele in der langlebigen Krimiserie Z-Cars, die er von 1962 bis 1963 spielte (1978 spielte er nochmals eine andere Rolle in der Serie). Im Jahr 1963 hatte er eine im Abspann nicht genannte Statistenrolle im Monumentalfilm Cleopatra.
In den 1960er Jahren spielte er in einigen Kriegsfilmen wie Geheimaktion Crossbow und Der Schatten des Giganten. In Der blaue Max spielte er mit dem aristokratischen Flieger Willi von Klugermann erstmals einen Deutschen, für seine Darstellung erhielt er eine Nominierung für den British Academy Film Award. Auch im Laufe seiner weiteren Karriere spielte er mehrere Male deutsche Militärs, so in Blake Edwards’ Darling Lili als Kurt Von Ruger sowie in der Miniserie Der Feuersturm und deren Fortsetzung Feuersturm und Asche als Brigadiergeneral Armin Von Roon. In der Filmkomödie Top Secret! parodierte er sein Image mit der Darstellung des ostdeutschen Generals Strack. Allgemein wurde Kemp häufig auf strenge Autoritätsfiguren wie Polizisten oder Militäroffiziere zu sehen.
In den 1980er Jahren spielte er in den Vereinigten Staaten Gastrollen in verschiedenen Fernsehserien wie Hart aber herzlich und Ein Colt für alle Fälle. In einer Folge von Raumschiff Enterprise: Das nächste Jahrhundert spielte er Robert, den älteren Bruder von Captain Jean-Luc Picard. Zuletzt war er zwischen 1997 und 1998 als Hissah Zul in der Abenteuerserie Conan, der Abenteurer mit Ralf Möller in der Hauptrolle zu sehen.

## Filmografie (Auswahl)
- 1956: Panzerschiff Graf Spee (The Battle of the River Plate)
- 1962–1963, 1978: Z-Cars (Fernsehserie, 35 Folgen)
- 1963: Cleopatra
- 1965: Die Todeskarten des Dr. Schreck (Dr. Terror’s House of Horrors)
- 1965: Geheimaktion Crossbow (Operation Crossbow)
- 1966: Der Schatten des Giganten (Cast a Giant Shadow)
- 1966: Der blaue Max (The Blue Max)
- 1968: Geheimauftrag K (Assignment K)
- 1968: Skandal bei Scotland Yard (The Strange Affair)
- 1970: Darling Lili
- 1972: Papst Johanna (Pope Joan)
- 1973: Der Bunker (The Blockhouse)
- 1973: Der Fuchs von Belstone (The Belstone Fox)
- 1974: Colditz (Fernsehserie, 4 Folgen)
- 1974–1975: Härte 10 (Miniserie, 4 Folgen)
- 1975: Mondbasis Alpha 1 (Space: 1999, Fernsehserie, 1 Folge)
- 1976: Kein Koks für Sherlock Holmes (The Seven-Per-Cent Solution)
- 1977: Zwischen den Fronten (The Rhinemann Exchange, Miniserie, 2 Folgen)
- 1977: Die Brücke von Arnheim (A Bridge Too Far)
- 1978: Verlorene Liebe (East of Elephant Rock)
- 1978: Der Herr der Karawane (Caravans)
- 1979: Der Gefangene von Zenda (The Prisoner of Zenda)
- 1980: Schatz in der Tiefe (The Treasure Seekers)
- 1982: Schatten der Vergangenheit (The Return of the Soldier)
- 1982: Hart aber herzlich (Hart to Hart, Fernsehserie, Folge 4x03: Rien ne va plus)
- 1982: The Greatest American Hero (Fernsehserie, 2 Folgen)
- 1983: Das Phantom von Budapest (The Phantom of the Opera, Fernsehfilm)
- 1983: Der Feuersturm (Winds of War, Miniserie, 7 Folgen)
- 1983: Ein Colt für alle Fälle (The Fall Guy, Fernsehserie, 1 Folge)
- 1983: Die verwegenen Sieben (Uncommon Valor)
- 1984: George Washington (Miniserie, 3 Folgen)
- 1984: Sherlock Holmes (Fernsehserie, Folge The Speckled Band)
- 1984: Top Secret!
- 1986: Peter der Große (Peter the Great, Miniserie, 4 Folgen)
- 1988–1989: Feuersturm und Asche (War and Remembrance, Miniserie, 9 Folgen)
- 1989: Mord ist ihr Hobby (Murder, She Wrote, Fernsehserie, 1 Folge)
- 1989: Der Fluch der Wale (When the Whales Came)
- 1990: Raumschiff Enterprise – Das nächste Jahrhundert (Star Trek: The Next Generation, Fernsehserie, 1 Folge)
- 1991: Duell der Leidenschaften (Duel of Hearts, Fernsehfilm)
- 1991: Der Gefangene der Teufelsinsel (Prisoner of Honor, Fernsehfilm)
- 1994: Vier Hochzeiten und ein Todesfall (Four Weddings and a Funeral)
- 1995: Engel und Insekten (Angels and Insects)
- 1997–1998: Conan, der Abenteurer (Conan the Adventurer, Fernsehserie, 19 Folgen)

## Auszeichnungen
- 1967: Nominierung für den British Film Academy Award für Der blaue Max